# Олів'є Гранжан
Олів'є Гранжан (фр. Olivier Grandjean, інше ім'я — Олів'є Ган'ян) (нар. 15 серпня 1957 року, Франція) — французький і швейцарський телеведучий різних розважальних та ігрових телешоу (з 1981), зокрема, відомий як постійний рефері і конферансьє міжнародного шоу «Битва націй». Крім того, актор в рекламі, ТБ-шоу, театрі; співак в ТБ-кліпах; продюсер художніх і спортивних заходів.
Працював у телепрограмах ряду країн: Китаю, Росії, України, Франції, Казахстану та ін.

## Кар'єра
ТБ-шоу
- 1981: Ведучий ігрових і розважальних програм
- 2005: Великі перегони (Росія) — рефері (до 2014 року)
- 2005: Ігри патріотів (Україна) — рефері (до 2006 року)
- 2007: Володар гори (Росія і Україна) — рефері
- 2007: Намис дода (Казахстан) — рефері (до 2015 року)
- 2008: Битва міст (Білорусь) — рефері (до 2009 року)
- 2009: Битва титанів (Білорусь) — рефері (до 2011 року)
- 2011: Битва націй (Україна) — рефері

Інше
- Співак в ТБ-кліпах
- Продюсер художніх і спортивних заходів

## Інтернет-ресурси
- Офіційний сайт
- La Grande Canaille chinoise.